# Новый Диск
«Новый Диск» — российская компания, занимавшаяся разработкой, изданием, локализацией и распространением компьютерных игр. Компания «Новый Диск» была основана в 1997 году, и офис располагался в Москве. Являлась одним из лидеров в области электронного обучения корпоративных клиентов и обеспечения интерактивными обучающими ресурсами российских образовательных учреждений, на российском рынке игровой индустрии входила в тройку самых крупных компаний в секторах игр для персональных компьютеров и игровых консолей.

## Деятельность
«Новый Диск» занимался разработкой развивающих программ для детей, в числе которых такие программы, как «Волшебные игрушки», «Учимся думать», «Несерьезные уроки», «Сказочный учебник для дошкольников». Продукция была предназначена как для дошкольников, так и для детей школьного возраста, для последних выпускаются программы для самостоятельного обучения в виде курсов. Компания является одной из самых крупных среди российских разработчиков программ дистанционного обучения.
На российском рынке игрового программного обеспечения компания была одной из самых крупных. Считается, что в секторе для персонального компьютера уступает только «1С-СофтКлаб», а в области игровых консолей находится на третьем месте после «1С-СофтКлаб» и «Веллод». С 2000 года компания является дистрибьютором Nintendo в России, начиная с Nintendo 64 и Game Boy. С 2006 года организация являлась основным контрагентом студии локализации Hedgehog Riders, что перевела под их издательством более 50 игр, в том числе «Ведьмака» (совместно с компанией Lazy Games).

## Экономические показатели
В первом полугодии 2008 года выручка компании составила $56,3 млн, EBITDA — $14,7 млн, чистая прибыль — $6 млн. 31 % выручки приходится на образовательные программы, 39 % — на издание игр, 17 % — на дистрибуцию игр для платформы Nintendo. 79 % компании принадлежит основателю Борису Гершуни, 21 % — миноритарным инвесторам.

## Награды и номинации
В 2008 году «Новый Диск» была признана лучшей компанией-локализатором на выставке КРИ. Тогда компания была представлена также как номинант в категории «Лучшая компания-издатель КРИ 2008».

## Суды
Сеть магазинов «Хитзона», являвшаяся партнёром компании «Новый Диск», обанкротилась в 2015 году. Были поданы сотни исковых заявлений в свой адрес на многие миллионы рублей, среди которых дочерняя ООО «НД Видеоигры».
Однако часть группы «Новый Диск» также потерпела фиаско и несколько её фирм (ООО «НОВЫЙ ДИСК — ТРЕЙД», ООО «НД Видеоигры») судились уже между собой и также стали банкротами, хотя официальный сайт все ещё продолжал функционировать.
Впоследствии летом 2015 года все полномочия на релизы кинофильмов крупных кинокомпаний были переданы ООО «НД Плэй», с 2009 года функционировавшем как исключительно интернет-магазин. После этого компания «Новый Диск» сменила направление развития и прекратила выпуск игр и фильмов в 2016 году. В марте 2021 года ООО «НД Плэй» вскоре был ликвидирован, сменив название на ООО «Свежий ветер».

## Изданные игры
| Название игры          | Жанр                  | Разработчик  | Платформы |
| ---------------------- | --------------------- | ------------ | --------- |
| Gore: Ultimate Soldier | Шутер от первого лица | 4D Rules     | PC        |
| Lada Racing Club       | Гонки                 | Geleos Media | PC        |